# Glycymeris
Glycymeris is een geslacht van tweekleppigen uit de familie van de Glycymerididae.

## Soorten
- Glycymeris adenenesis (Jousseaume in Lamy, 1916)
- Glycymeris aequilatera (Gmelin, 1791)
- Glycymeris albolineata (Lischke, 1872)
- Glycymeris amboinensis (Gmelin, 1791)
- Glycymeris americana (DeFrance, 1826)
- Glycymeris arabica (H. Adams, 1871)
- Glycymeris aspersa (Adams & Reeve, 1850)
- Glycymeris bimaculata (Poli, 1795)
- Glycymeris boucheti Matsukuma, 1984
- Glycymeris callaghani Marwick, 1923 †
- Glycymeris concentrica (Dunker, 1853)
- Glycymeris connollyi Tomlin, 1926
- Glycymeris cotinga (Iredale, 1939)
- Glycymeris dampierensis Matsukuma, 1984
- Glycymeris decussata (Linnaeus, 1758)
- Glycymeris flammea (Reeve, 1843)
- Glycymeris formosa (Reeve, 1843)
- Glycymeris fringilla (Angas, 1872)
- Glycymeris gigantea (Reeve, 1843)
- Glycymeris glycymeris (Linnaeus, 1758)
- Glycymeris grayana (Dunker, 1857)
- Glycymeris habei Matsukuma, 1984
- Glycymeris hanleyi (Angas, 1879)
- Glycymeris hedleyi (Lamy, 1912)
- Glycymeris holoserica (Reeve, 1843)
- Glycymeris hunti Marwick, 1928 †
- Glycymeris imperialis Kuroda, 1934
- Glycymeris intermedia (Broderip, 1832)
- Glycymeris keenae Willett, 1944
- Glycymeris lamprelli M. Huber, 2010
- Glycymeris lintea Olsson, 1961
- Glycymeris livida (Reeve, 1843)
- Glycymeris longior (G. B. Sowerby I, 1833)
- Glycymeris maculata (Broderip, 1832)
- Glycymeris mahiana Marwick, 1931 †
- Glycymeris marmorata (Gmelin, 1791)
- Glycymeris marshalli Laws, 1930 †
- Glycymeris mayi Cotton, 1947
- Glycymeris modesta (Angas, 1879)
- Glycymeris munda (G. B. Sowerby III, 1903)
- Glycymeris nummaria (Linnaeus, 1758)
- Glycymeris ovata (Broderip, 1832)
- Glycymeris persimilis (Iredale, 1939)
- Glycymeris pertusa (Reeve, 1843)
- Glycymeris pilosa (Linnaeus, 1767)
- Glycymeris pilsbryi (Yokoyama, 1920)
- Glycymeris queenslandica Hedley, 1906
- Glycymeris queketti (Sowerby III, 1897)
- Glycymeris radians (Lamarck, 1819)
- Glycymeris rafaelmesai Nolf & Swinnen, 2013
- Glycymeris reevei (Mayer, 1868)
- Glycymeris rotunda (Dunker, 1882)
- Glycymeris scripta (Born, 1778)
- Glycymeris septentrionalis (Middendorff, 1849)
- Glycymeris shrimptoni Marwick, 1923 †
- Glycymeris shutoi Matsukuma, 1981
- Glycymeris spectralis Nicol, 1952
- Glycymeris stellata (Bruguière, 1789)
- Glycymeris striatularis (Lamarck, 1819)
- Glycymeris taylori (Angas, 1879)
- Glycymeris tellinaeformis (Reeve, 1843)
- Glycymeris tenuicostata (Reeve, 1843)
- Glycymeris trelissickensis Marwick, 1923 †
- Glycymeris undata (Linnaeus, 1758)
- Glycymeris vanhengstumi Goud & Gulden, 2009
- Glycymeris waipipiensis Marwick, 1923 †
- Glycymeris waitakiensis Marwick, 1923 †
- Glycymeris yessoensis (G. B. Sowerby III, 1889)